# Меткалф, Барбара
Барбара Меткалф (англ. Barbara D. (Daly) Metcalf; род. 1941, Филадельфия, Пенсильвания) — американский историк, специалист по Южной Азии, в особенности колониального периода. Доктор (1974), эмерит-профессор Калифорнийского университета в Дейвисе. Лауреат Sir Syed Excellence Award (2022). Президент Американской исторической ассоциации (2010).
Училась в Суортмор-колледже. В 1963 году поступила в Висконсинский университет, к Philip D. Curtin. Там у неё зародился интерес к Индии. В 1974 году получила докторскую степень в Калифорнийском университете в Беркли — под началом Ira M. Lapidus и Hamid Algar. (В 1982 году на основе своей докторской она выпустит Islamic Revival in British India: Deoband, 1860—1900.) Специалист по истории мусульманского населения Индии и Пакистана.
Супруга Thomas R. Metcalf, также историка.